# Nicu Gingă
Nicu Gingă, född den 10 mars 1953 i Grănicerii, Rumänien, är en rumänsk brottare som tog OS-silver i flugviktsbrottning i den grekisk-romerska klassen 1976 i Montréal. 